# علی‌محمد سجادی
سیّد علی محمّد سجادی (۱۳۲۱) استاد دانشگاه، پژوهش‌گر ادبیات و محقق ایرانی است.

## زندگی‌نامه
دکتر سیّد علی محمّد سجّادی در سال ۱۳۲۱ خورشیدی در شهرستان استهبان به دنیا آمد. سجادی تحصیلات آغازین را در زادگاه خود گذراند. وی دبیر متوسطه ی شهرستان‌های فسا و داراب در استان فارس و تهران و استاد نمونه کشوری در سال ۱۳۸۱ بوده‌است. دکتر سجادی در زمینهٔ متون عرفانی و کلاسیک پژوهش کرده و در این باره مقالات علمی و کتاب‌هایی را منتشر کرده‌است. دکتر سجادی در سال ۱۳۴۳ از دانشگاه شیراز کارشناسی زبان و ادبیات فارسی گرفت و در سال ۱۳۵۸ از دانشگاه تهران کارشناسی ارشد زبان و ادبیات فارسی را دریافت کرد. دکتر سجّادی در سال ۱۳۶۵ از دانشگاه تهران موفّق به اخذ مدرک دکتری تخصصی(ph.d) زبان و ادبیات فارسی شد. ایشان استاد باز نشستهٔ دانشگاه شهید بهشتی تهران می باشند. دکتر سجادی عضو کمیتهٔ علمی زبان و ادبیات فارسی بوده و هم‌اکنون در دانشگاه‌های شهر تهران به تدریس و تحقیق مشغول هستند. 

## آثار
- جامهٔ زهد[۶]
- صائب و شاعران بزرگ سبک هندی
- تحول موضوعی غزل در ادب فارسی تا قرن هشتم
- متون ادب فارسی(۳ جلد)
- مثنوی معنوی از نگاهی دیگر

### مقاله‌ها
- رستم ازدیدگاه فردوسی در غمنامه سهراب[۷]
- بیدل در دیار بیدلان[۸]
- آن که در طرز غزل نکته به حافظ آموخت[۹]
- که در این آینه صاحب نظران حیرانند[۱۰]
- درختی کهن که از نو جوانه خواهد زد[۱۱]
- نقشی از مرصادالعباد نجم رازی در دیوان لسان‌الغیب حافظ شیرازی[۱۲]
- عمان سامانی سلسله جنبان کوی بی نشانی[۱۳]
- طنز در مصیبت نامه عطار[۱۴]
- پرتوی از کلام رحمانی در مثنوی معنوی ربانی[۱۵]
- کلمینی یا حمیرای کمال[۱۶]
- زان سفر دراز خود[۱۷]
- اکدش خلوت نشین[۱۸]
- بزرگ‌ترین افتخار سیستان[۱۹]
- صوفیان الصلای پنهان[۲۰]
- جامی فراز یا فرود[۲۱]
- مرغ سان از قفس خاک هوایی شد و رفت[۲۲]
- انگشت ششم[۲۳]
- دانشی مرد نیکی شناس[۲۴]
- مولا و مولانا[۲۵]

### طرح‌های پژوهشی
- تحول موضوعی غزل در ادب فارسی[۲۶]
- مثنوی معنوی از نگاهی دیگر
- اجتماعیّات در ادبیّات در آثار منثور فارسی قرن پنجم[۲۷]
- اجتماعیات در ادبیات در آثار منثور قرن هفتم[۲۸]